# Polyphagie (maladie)
Pour les articles homonymes, voir Polyphagie.
Ne doit pas être confondu avec Hyperphagie.
 Mise en garde médicale
La polyphagie, l'hyperphagie ou la suralimentation est un symptôme caractérisé par une faim excessive avec une absence de sensation de satiété, traduisant un excès dans le comportement alimentaire.
L'excès de nourriture consommée, par rapport à l'énergie qu'un organisme dépense, entraîne une prise de poids menant souvent à l'obésité, qui devient depuis quelques décennies un problème de santé publique dans le monde entier. L'hyperphagie est l'un des troubles de la conduite alimentaire.
Les organes pouvant être en cause sont le cerveau (et notamment le noyau paraventriculaire de l'hypothalamus) qui régule l'alimentation en répondant à des facteurs alimentaires et des signaux métaboliques qui lui sont envoyés par des organes périphériques (dont le tube digestif, les muscles, le foie, la rate, etc.) via le sang, le système nerveux et le système hormonal. On ne sait pas encore exactement comment le cerveau interprète ces signaux en cascade.

## Causes
L'hyperphagie est observée dans des contextes très différents.

### Hyperphagie isolée
Il s'agit d'une consommation de nourriture excessive qui s'observe en dehors d'un contexte pathologique, par épisodes (par exemple lors de vacances) ou bien plus régulièrement (personnes ou familles ayant de mauvaises habitudes alimentaires).

### Hyperphagie au cours destroubles du comportement alimentaire
- Le syndrome d'hyperphagie incontrôlée ou Binge eating disorder ou "hyperphagie boulimique"
- La boulimie
- Certains types d'anorexie mentale au cours desquelles la restriction alimentaire est associée à des épisodes de boulimie

### Hyperphagie témoignant d'autres contextes pathologiques
- Le syndrome de Prader-Willi
- Cette attitude peut être un symptôme du diabète ou pré-diabétique. Dans ce cas cela est dû au fait que l'individu ne peut absorber suffisamment de glucose, il a donc faim d’hydrates de carbone. Les symptômes précurseurs du diabète sont l'asthénie (fatigue), la polydipsie (soif), la polyurie (besoin fréquent d’uriner), et la polyphagie, dans un contexte qui peut être de perte de poids.
- La polyphagie se met en place lors de diarrhées, car l'individu ne peut assimiler correctement les aliments qu'il ingère.
- Dans un sens plus large, l'hyperalimentation inclut une administration excessive de nourriture par d'autres moyens que l'alimentation, par exemple par l'alimentation parentérale.

### Hyperphagie iatrogène
- Dans certains cas, la suralimentation a été liée à l’utilisation de médicaments appelés agonistes de la dopamine, tels que le pramipexole[4].
- La nourriture elle-même pourrait être en cause parfois avec certains additifs (glutamates, agents texturants, sels, etc.) qui encouragent à manger et boire plus, plus gras et plus sucré) ;  phénomène souvent décrit dans le syndrome dit de la malbouffe.

## Inflammation systémique et obésité
Avec la découverte des interleukines (IL), le concept d'inflammation systémique s'est développé. Bien que les processus impliqués soient identiques à l'inflammation des tissus, l'inflammation systémique ne se limite pas à un tissu en particulier, mais implique l'endothélium et d'autres systèmes organiques. L'inflammation chronique est largement observée dans l'obésité,. Les personnes obèses ont généralement de nombreux marqueurs d'inflammation élevés, notamment, : 
- IL-6 (Interleukine-6)[9],[10]
- IL-8 (Interleukine-8)[9],[10]

- IL-18 (Interleukine-18)[9],[10]
- TNF-α (Tumor necrosis factor-alpha)[9],[10]
- CRP (C-reactive protein)[9],[10]
- Insuline[9],[10]
- Hyperglycémie[9],[10]
- Leptine[9],[10]

L'inflammation chronique de bas grade est caractérisée par une augmentation de deux à trois fois les concentrations systémiques de cytokines telles que le TNF-α, l'IL-6 et la CRP. Le tour de taille est en corrélation significative avec la réponse inflammatoire systémique.
La perte de tissu adipeux blanc réduit les niveaux de marqueurs d'inflammation. L'association de l'inflammation systémique avec l'insulinorésistance, le diabète de type 2 et l'athérosclérose fait actuellement l'objet de recherches préliminaires, bien qu'aucun essai clinique rigoureux n'ait été mené pour confirmer ces relations.
Les taux sériques de C-reactive protein (CRP) sont plus élevés chez les personnes obèses et augmentent le risque de maladies cardiovasculaires.

## Inflammation systémique et hyperphagie
L'hyperglycémie induit la production d'IL-6 à partir de cellules endothéliales et de macrophages. Les repas riches en graisses saturées, ainsi que les repas riches en calories ont été associés à une augmentation des marqueurs inflammatoires,. En outre, l’adiposité abdominale interstitielle (appelée aussi accumulation de graisse intra-abdominale) peut être un facteur d’augmentation du risque systémique de maladies inflammatoires multiples. Bien que les mécanismes exacts soient encore à l'étude, une étude publiée en 2010 a suggéré qu'une croissance importante du tissu adipeux en réponse à une suralimentation peut provoquer une réponse inflammatoire chronique.

## Traitements
Il existe plusieurs programmes en 12 étapes qui aident les personnes mal nourries, tels que les Outremangeurs  Anonymes. Il ressort clairement de la recherche et de diverses études que la suralimentation entraîne des comportements de dépendance.
La thérapie cognitivo-comportementale, la thérapie individuelle et la thérapie de groupe sont souvent bénéfiques pour aider les gens à suivre leurs habitudes alimentaires et à changer leur façon de faire face aux situations difficiles. Les excès alimentaires et les crises de boulimie associées sont souvent liés à des problèmes de régime et d’image corporelle.

## La recherche
Les progrès de la recherche ont permis de mieux comprendre les signaux et anomalies de la satiété et de la sensation de faim ou d'appétit, sans toutefois pouvoir mettre fin à l'épidémie d'obésité constatée presque partout.
Lagerlöf et al. ont montré en 2016 que des souris de laboratoire dont un sous-ensemble de neurones de l'hypothalamus a été privé de l'enzyme O-GlcNAc transférase (dite OGT) se suralimentent au lieu d'équilibrer leurs apports calorique et protéinique en fonction de leurs besoins. Les auteurs précisent que dans ce cas, les souris ont mangé plus au moment des repas, plutôt que de manger plus souvent. L'enzyme OGT semble donc réguler la satiété et coupler l'apport calorique au besoin calorique au moment même du repas.